# Dziembowo
Dziembowo – wieś w Polsce położona w województwie wielkopolskim, w powiecie pilskim, w gminie Kaczory.
W latach 1954–1958 wieś należała i była siedzibą władz gromady Dziembowo, po jej zniesieniu w gromadzie Kaczory. W latach 1975−1998 miejscowość administracyjnie należała do województwa pilskiego.
1 lipca 1971 w Dziembowie została utworzona rzymskokatolicka parafia Świętych Apostołów Piotra i Pawła.

## Historia miejscowości
Pierwsza znana wzmianka o Dziembowie pochodzi z 1484 roku, wówczas Scibor Nieżychowski zastawia 3 łany w Dambowie braciom swoim Janowi i Mocicowi. W roku 1510 Piotr Dziembowski, wraz z braćmi Maciejem i Janem, sprzedaje Piotrowi Potulickiemu za 60 zł węgierskich części Dziambowa przypadłe im w działach z innymi braćmi i siostrami i matką. Od roku 1517 używana jest konsekwentnie nazwa Dziembowo, z wyjątkiem lat 1528 i 1532, gdy użyto nazwy Dziambow.
Interesujący jest zapis z roku 1517: W związku z prowadzonymi sporami Wojciecha Dziembowskiego z nabywcą części Dziembowa Piotrem Chodzieskim (Potulickim) nakazał starosta nakielski obu stronom wieczysty spokój pod karą 120 grzywien.
W roku 1528 Jan Dziembowski jako dziedzic wsi Dziambow, sprzedaje 6 łanów roli pustej we wsi Dziambow w powiecie nakielskim za 83 złote Mikołajowi Chodzieskiemu.
Dziembowscy ostatecznie sprzedali Dziembowo w roku 1532, kiedy Wojciech Dziembowski jako dziedzic części we wsi Dziambowie, całą cześć tej wsi w powiecie nakielskim sprzedaje za 200 zł Mikołajowi Potulickiemu, dziedzicowi w Chodzieży. Nazwisko Dziembowski jest wymieniane w roku 1676, gdy Elżbieta z Dziembowa, wdowa po Przecławie Bronikowskim, winna jest 500 zł.
W okresie 1557–1585 zapisy dotyczą różnych zmian własnościowych w ramach rodziny Potulickich. Nazwisko Zebrzydowskich wymienione jest tylko jeden raz w roku 1639, kiedy Agnieszka z Żukowa wdowa po Andrzeju Zebrzydowskim klanie śremskim dobra dziedziczne: Białośliwie, Młotkowo, Woiska, Dziembowo, Morzewo w powiecie nakielskim staroście ujskiemu, pilskiemu, bolemowskiemu Stefanowi Grudzińskiemu, wydała za 96.400 zł.
W latach 1639–1752 zapisy dotyczą różnych zmian własnościowych w ramach rodziny Grudzińskich. Nazwisko Grabowski wymienione jest dopiero w roku 1773, kiedy Andrzej Grabowski klanic elbląski podkomorzy JKM. syn Michała Jana klana elbląskiego realizuje zobowiązania z 23.06.1772 na 1/2 Obu Buczków, Dziembowo, Morzewo, Rzadkowo, Byszki powiat nakielski itd.